# Nayaks de Chitradurga

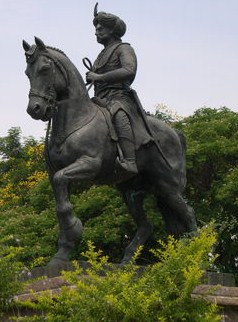
Estàtua del cap Madakari Nayaka

Nayaks de Chitradurga (1588–1779) foren una dinastia que va governar parts de Karnataka oriental durant el període post-Vijayanagar. Durant el govern de l'Imperi Hoysala i de l'Imperi de Vijayanagara, van servir com a caps feudataris. Més tard després de la caiguda de l'imperi de Vijayanagar, van governar un temps com caps independents i altres temps com a vassalls del regne de Mysore, l'Imperi Mogol i l'Imperi Maratha. Finalment els seus territoris van fusionar a la província de Mysore sota els britànics.

## Origen
Segons l'historiador Barry Lewis, els primers caps eren un simples caps locals (Dandanayakas) de l'imperi Hoysala, durant el seu govern del que és avui Karnataka. Més tard van atreure l'atenció i agraïment dels reis de Vijayanagar a través dels seus actes de valentia i va ser designats com a governadors de la regió. Segons l'historiador Suryanath Kamath, els caps Chitradurga sota l'imperi de Vijayanagara foren caps originalment al districte de Davangere a Karnataka. Algun rècord marathi els anomena Kala Pyada en admiració per les seves qualitats de lluita.
El fort Chitradurga era la seva fortalesa i el cor de la província.

## El clan Nayaka
Timmanna Nayaka (?–1588) de Matti: Un cap de Matti a la taluka de Davangere durant el govern de Saluva Narasimha.
Va governar les àrees que cobreixen el districte de Davangere i el districte de Chitradurga.

Obanna Nayaka I (1588–1602) també conegut com a Madakari Nayaka I.
Kasturi Rangappa Nayaka I (1602–1652) El 1602, Obanna Nayaka va ser succeït pel seu fill Kasturi Rangappa Nayaka. Fou un soldat valent que va desafiar al Sultà de Bijapur. El seu regnat fou ple de conflictes amb caps veïns. Diverses batalles van ser lliurades amb el Poligar o Paleyagar (cap) de Basavapattana sobre territoris com Mayakonda, Santebennur, Holalkere, Anaji, i Jagalur, tots els quals finalment esdevingueren part del territori de Chitradurga. Al temps de la seva mort el 1652, les possessions del regnes aportaven uns ingressos de 65,000 Durgi Pagodes.
Madakari Nayaka II (1652–1674) Rangappa Nayaka va ser succeït pel seu fill Madakari Nayaka II el 1652; se li atribueixen un nombre d'èxits militars, particularment a l'est de les regions de Chitradurga.　Va matar a Alí Àdil Xah II (Shah Adil Allah) el 1671 en una batalla a Chitradurga on el sultà havia anat a petició dels musulmans locals que es queixaven del tractament que els aplicava el nayak.
Obanna Nayaka II (1674–1675) El seu govern va veure créixer el malestar civil. Va ser mort pels seus propis homes.
Shoora Kantha Nayaka (1675–1676) El seu govern va veure igualment un fort malestar civi i també va ser mort pels seus propis homes.
Chikkanna Nayaka (1676–1686)
Madakari Nayaka III (1686–1688)
Donne Rangappa Nayaka (1688–1689)
Bharamappa Nayaka de Bilichodu (1689–1721) fou el darrer dels grans Nayaks de Chitradurga, esdevingué un aliat Maratha i va lluitar en la batalla de Dodderi el 1695 però va haver de pagar tribut més tard al mogols per haver donat suport als marathes. Va lluitar moltes dures batalles contra els mogols, i es diu que va construir molts temples incloent-hi el Ranganatha Swamy a Niratadi, i tancs de reg.
Madakari Nayaka IV (1721–1748) fou un feudatari maratha. Va ser mort durant les persistents hostilitats contra els Nayaks de Davangere.
Kasturi Rangappa Nayaka II (1748–1758), fill del anterior, va recuperar el territori Mayakonda. Va aconseguir això amb l'ajuda del Maratha Sardar Murari Rao i el Subahdar d'Advani. Kasturi Rangappa Nayaka va fer diverses expedicions al nord i al sud, i en la direcció última va obtenir algunes possessions en la regió de Budihal. També va mantenir estrets llaços amb el subahdar de Sira. Va morir el 1754 sense un hereu. Madakeri Nayaka V, fill d'un Bharamappa Nayaka de Janakal-Durga, esdevenia el seu successor.
Madakari Nayaka V (1758–1779) fou un soldat valent i un administrador perspicaç. Es va aliar a Haider Ali del Mysore per un temps i altres vegades fou aliat dels Marathes. Fou durant el seu temps que Haider Ali va atacar el fort de Chitradurga causant la gesta heròica d'"Onake Obavva". Més tard havent estat traït pel Marathes i alguns agents locals, Madakari Nayaka va ser derrotat per Haider Ali, agafat presoner i executat. Els nayaks de Chitradurga formen una part integral del floklore kanarès.